# Lepidoblennius marmoratus
Lepidoblennius marmoratus är en fiskart som först beskrevs av Macleay, 1878.  Lepidoblennius marmoratus ingår i släktet Lepidoblennius och familjen Tripterygiidae. Inga underarter finns listade i Catalogue of Life.